# Adrian (Oregon)
Adrian é uma cidade localizada no estado norte-americano de Oregon, no Condado de Malheur.

## Demografia
Segundo o censo norte-americano de 2000, a sua população era de 147 habitantes.
Em 2006, foi estimada uma população de 143, um decréscimo de 4 (-2.7%).

## Geografia
De acordo com o United States Census Bureau tem uma área de
0,6 km², dos quais 0,6 km² cobertos por terra e 0,0 km² cobertos por água. Adrian localiza-se a aproximadamente 680 m acima do nível do mar.

## Localidades na vizinhança
O diagrama seguinte representa as localidades num raio de 24 km ao redor de Adrian.